# Waubun
Waubun és una població dels Estats Units a l'estat de Minnesota. Segons el cens del 2000 tenia 403 habitants.

## Demografia
Segons el cens del 2000, Waubun tenia 403 habitants, 179 habitatges, i 100 famílies. La densitat de població era de 305,1 habitants per km².
Dels 179 habitatges en un 26,3% hi vivien nens de menys de 18 anys, en un 39,7% hi vivien parelles casades, en un 14,5% dones solteres, i en un 44,1% no eren unitats familiars. En el 38,5% dels habitatges hi vivien persones soles el 25,7% de les quals corresponia a persones de 65 anys o més que vivien soles. El nombre mitjà de persones vivint en cada habitatge era de 2,25 i el nombre mitjà de persones que vivien en cada família era de 3.
Per edats la població es repartia de la següent manera: un 26,6% tenia menys de 18 anys, un 5,7% entre 18 i 24, un 20,3% entre 25 i 44, un 25,8% de 45 a 60 i un 21,6% 65 anys o més.
L'edat mediana era de 42 anys. Per cada 100 dones de 18 o més anys hi havia 88,5 homes.
La renda mediana per habitatge era de 31.042 $ i la renda mediana per família de 35.625 $. Els homes tenien una renda mediana de 23.906 $ mentre que les dones 22.292 $. La renda per capita de la població era de 14.968 $. Entorn del 2,8% de les famílies i l'11,4% de la població estaven per davall del llindar de pobresa.

## Poblacions més properes
El següent diagrama mostra les poblacions més properes.